# Ꚅ̆
Ꚅ̆ (minuskule ꚅ̆) je již běžně nepoužívané písmeno cyrilice, v minulosti bylo používáno v abcházštině. V poslední variantě abchazské azbuky odpovídající písmeno nemá.
Písmeno bylo zavedeno komisí pro překlady jako náhrada za do té doby používané písmeno Ꚅ̓. V latinské abecedě N. J. Marra písmenu Ꚅ̆ odpovídalo písmeno ȷ⚬̩. V abecedě N. F. Jakovleva a v gruzínskému písmu písmeno Ꚅ̆ písmeno svůj ekvivalent nemělo. Od znovuzavedení zápisu abcházštiny cyrilicí bylo místo písmena Ꚅ̆ používáno písmeno Ӡ°, které se později přestalo používat.